# Крафто фон Зафенберг
Крафт/Крафто фон Зафенберг (на немски: Kraft/Krafto von Saffenberg Herr von Tomburg und Landskron; † между 5 март и 24 април 1448) от рода на графовете на Зафенберг и Нойенар е господар на Томбург при Райнбах при Бон и Ландскрон при Бад Нойенар-Арвайлер в Северен Рейнланд-Пфалц.
Той е син на Йохан III фон Зафенберг-Нойенар, граф на Нойенар († сл. 1397) и съпругата му графиня Катарина фон Нойенар († сл. 1393), дъщеря наследничка на граф Вилхелм III фон Нойенар († 1353) и Йохана фон Елсло († сл. 1377).
Брат е на Вилхелм фон Зафенберг-Нойенар († сл. 1424/1426/1432), граф на Нойенар (1397 – 1426), Йохан IV фон Зафенберг († 1398/1400), граф на Нойенар (1393 – 1414), и на Гертруд фон Зафенберг, и Понцета фон Зафенберг.

## Фамилия
Крафт/Крафто фон Зафенберг се жени на 13 август 1404 г. за за Елизабет фон Томбург († 21 юли 1430), дъщеря на Фридрих фон Томбург († 1420/1422) и бургграфиня Кунигунда фон Ландскрон († сл. 1374). Те имат децата:
- Фридрих фон Зафенберг
- Крафто фон Зафенберг, домхер в Трир
- Йохан фон Зафенберг, господар на Ландскрон
- Елизабет фон Зафенберг († 21 декември 1458/22 януари 1460), наследничка на Ландскрон, Мил и Конигсфелд, омъжена на 26 май 1441 г. за Лутер Квад, господар на Форст и Харденберг († пр. 31 януари 1470)
- Гертруд фон Зафенберг († 1444/ 1 май 1460), омъжена I. на 28 октомври 1419 г. за Петер фон Айх, господар на Олбрюк († сл. 1429), II. за Йохан Валдбот фон Басенхайм, фогт на Льовенберг († 1432), III. пр. 21 ноември 1436 г. за Вилхелм II фон Зомбрефе († 5 септември 1475), господар на Керпен, Грандлец, Томбург, Ландскрон.
- Кунигунда фон Зафенберг, канонеса в Торн